# Catocala minerva
Catocala minerva är en fjärilsart som beskrevs av Samuel E. Cassino 1917. Catocala minerva ingår i släktet Catocala och familjen nattflyn. Inga underarter finns listade i Catalogue of Life.